# Enócoe

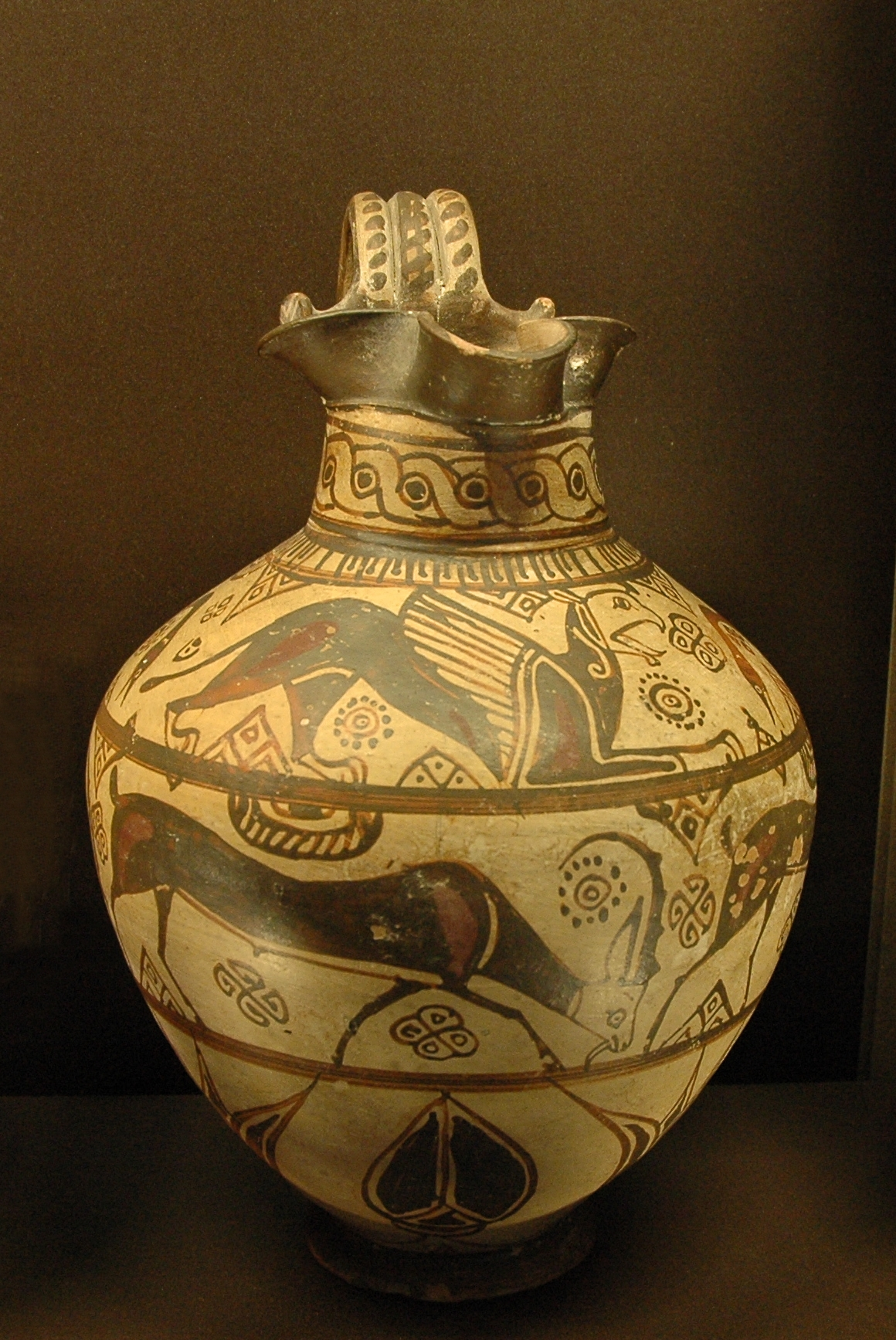
Enócoe de pico trilobulado del «estilo de las cabras salvajes», h. 625‑600 a. C., museo del Louvre.

Enócoe (griego οἰνοχόη oinokhóē, del griego antiguo οἶνος oĩnos, ‘vino’, y χέω khéō, ‘verter’), oinócoe, oinochoe o oenochoe es una vasija de vino que sirve para sacar el vino de una crátera —donde ha sido aguado— antes de servirlo. Cumple una función similar al olpe y se caracteriza por una única asa y un tamaño de 20 a 40 cm. El apogeo del enócoe se sitúa en el periodo geométrico y se hace más raro durante las figuras negras.

## Tipología
Una clasificación de los enócoes de figuras rojas arcaicos elaborada por John Beazley distingue diferentes tipos según la forma de la embocadura y de la panza. El tipo más antiguo es el olpe (ὀλπή, olpḗ), sin hombro diferenciado y generalmente con un asa que se eleva por encima del labio. El "enócoe tipo 8" es lo que uno llamaría un pichel, sin un único punto de vertido y un perfil ligeramente curvado. El chous (χοῦς; pl. Choes) era una forma rechoncha y redondeada, con la boca en forma de trébol. Ejemplares más pequeños con escenas de niños, como en el ejemplo ilustrado, eran colocados en las tumbas de niños.

## Características de los enócoes
Los enócoes pueden estar decorados o sin decorar. Por lo general, solo tienen una manija, que puede estar frente a una boca de trébol y un pico vertedor. En su desarrollo más distintivo, la boca de trébol ofrece tres direcciones alternativas de vertido, una opuesta al asa y dos a un lado, una ventaja en una mesa llena de gente que no ofrecen los picheles ingleses. Su tamaño también varía considerablemente; la mayoría, con una altura de hasta 25 centímetros (9,8 pulgadas), se puede sostener y verter cómodamente con una mano, pero hay ejemplos de vasijas mucho más grandes.
La mayoría de los enócoes griegos estaban hechos en terracota, pero también los hay hechos en metales preciosos, presumiblemente entre las clases sociales que podían permitírselos, aunque muy pocos han sobrevivido. Las versiones grandes en piedra a veces se usaban como lápidas, a menudo talladas con relieves. En cerámica, algunos enócoes son "plásticos", con el cuerpo formado como escultura, generalmente una o más cabezas humanas.
Los enócoes prehistóricos al principio estaban hechos a mano, sin pulir y sin decorar. Los enócoes de las clases económicas bajas seguirían así, pero gradualmente se hicieron comunes las bandas incisas con motivos simples como zig-zags y espirales, o superficies monocromáticas bruñidas. A finales de la Edad del Bronce, las bandas incisas se pintaron para obtener una superficie más llamativa y, a partir de entonces, los enócoes griegos siguieron el curso tradicional de desarrollo de la decoración griega. Entre las vasijas de mayor calidad, han sobrevivido bastantes obras maestras.